# Гжатская улица (Санкт-Петербург)
Гжа́тская улица находится в Калининском районе Санкт-Петербурга, начинается от проспекта Непокорённых пересекает улицу Гидротехников и выходит к проспекту Науки у гипермаркета «О'КЕЙ», однако юридически этот участок проезда в состав улицы не входит, хотя дома на нём числятся по Гжатской улице.

## История
Старое название этой улицы — Беклешевская или Беклешовская. Оно велось с середины XIX века от фамилии землевладельцев Беклешовых, до 1883 года владевших Кушелевкой. По соседству в сторону современной площади Мужества простирался обширный Беклешов парк. Незадолго до Октябрьской революции большая часть парка была вырублена — частично под прокладку железнодорожных путей, частично под дачное строительство.
Первоначально улица проходила от Большой Спасской улицы в сторону современной Петровского переулка и заканчивалась тупиком. В 1914 году Беклешовскую улицу продлили до Петровского переулка.
Название Гжатская улица присвоено 15 декабря 1952 года в честь освобождения города Гжатска в 1943 году от немецко-фашистских захватчиков. И хотя в 1968 году Гжатск был переименован в Гагарин в честь первого космонавта Земли, улица название не поменяла.
ЖК по адресу Гжатская, 22 имеет название «Орбита», что является отсылкой к космической тематике.
Проект продления Гжатской улицы за улицу Гидротехников до проспекта Науки появился в 1960-е годы, но согласно РГИС Санкт-Петербурга по состоянию на 2020 год проект не реализован.
В 2017 году ЛенСпецСМУ профинансировало асфальтирование проектного участка Гжатской улицы, однако, юридического статуса улицы данный отрезок не получил. На середину 2022 года Гжатская улица юридически заканчивается за 150 метров до проспекта Науки.

## Здания и сооружения
- Дом 3 — Поликлиническое отделение № 55 Городской поликлиники № 112.
- Дом 5 — Детская поликлиника № 42.
- На углу Гжатской улицы и улицы Хлопина расположены учебные и жилые корпуса и спорткомплекс Санкт-Петербургского техникума олимпийского резерва № 1, а также (ул. Хлопина, дом 10д) бассейн «Санкт-Петербургский центр плавания». Главный учебный корпус техникума — Гжатская ул., дом 4 / ул. Хлопина, 15.
- Дом 7 — «Санкт-Петербургский технический колледж»
- Дом 21 — Всероссийский научно-исследовательский институт гидротехники им. Б. Е. Веденеева
- Дом 22 корпус 2  — Поликлиническое отделение врачей общей практики Городской поликлиники № 112.[4]
- Дом 24 — Котельная «Политехническая». Обеспечивает теплом и горячей водой близлежащие жилые и общественные здания.
- Церковь иконы Божьей Матери Умиление (Не имеет номера дома).[5]

## Пересечения
- проспект Непокорённых
- улица Хлопина
- улица Фаворского
- улица Гидротехников